# 不二食品
不二食品株式会社（ふじしょくひん）は、大阪府大阪市港区弁天に本社を置く昆布茶などの調味料を製造販売している企業である。

## 会社概要
昆布茶を中心とする調味料製造の大手。昆布茶や梅こぶ茶のみならず、煎茶やほうじ茶なども発売している。
近年では昆布茶以外のフィールドに進出し、くず湯や黒豆豆乳なども販売している（飲料になっているものではなく、粉末状のものを販売している）。
創業の地は東京の日本橋であり、関西の地に移転して80年余りになるものの、すでに関西の企業としてしっかり根を下ろしている。
長年に渡り1179kHz、MBSラジオの「MBSニュース」の土曜日のスポンサーを担当している他、1053kHz、CBCラジオでもスポットCMを放送している。なお、両局で放送されるCMのナレーションはMBSのアナウンサーが担当している。

## 沿革
- 明治初期 - 東京・日本橋で食品加工を開始。
- 1923年（大正12年） - 大阪に移転、瓶詰め佃煮等高級珍味の食品加工業者としての基礎を築く。
- 1949年（昭和24年）11月 - 有限会社藤井商店設立。日本特有の保存食品である塩昆布の製造販売を開始。
- 1958年（昭和33年）
  - 2月 - 資本金300万円で不二食品有限会社設立。佃煮昆布のブランド名を「不二の昆布」とする。
  - 9月 - 高松宮・同妃の台臨を記念して「不二の昆布茶」を発売。
- 2021年7月19日 - 本社・工場を大阪市港区弁天に移転

## 事業所
本社・工場
大阪府大阪市港区弁天6-4-12
※2021年7月18日まで、同市福島区玉川に本社を置いていた。
東京支社
東京都江戸川区中葛西2-10-16

## 主な商品
- 不二の昆布茶
- 不二の梅こぶ茶
- 不二のグリーンティー
- 不二のジンジャーレモネード
- 汐吹昆布
- 松茸昆布
- 昆布だし
- 花あられ